# Atractodes nitidulator
Atractodes nitidulator är en stekelart som beskrevs av Schiodte 1839. Atractodes nitidulator ingår i släktet Atractodes och familjen brokparasitsteklar. Inga underarter finns listade.